# Ménarmont
Ménarmont település Franciaországban, Vosges megyében. Lakosainak száma 60 fő (2022. január 1.). Ménarmont Fontenoy-la-Joûte, Bazien, Domptail, Doncières, Nossoncourt és Xaffévillers községekkel határos.

## Népesség
A település népességének változása:
| Lakosok száma | 61   | 69   | 72   | 76   | 71   | 67   | 62   | 61   | 60   |
|               | 2013 | 2015 | 2016 | 2017 | 2018 | 2019 | 2020 | 2021 | 2022 |